# Kirsten Lemaire

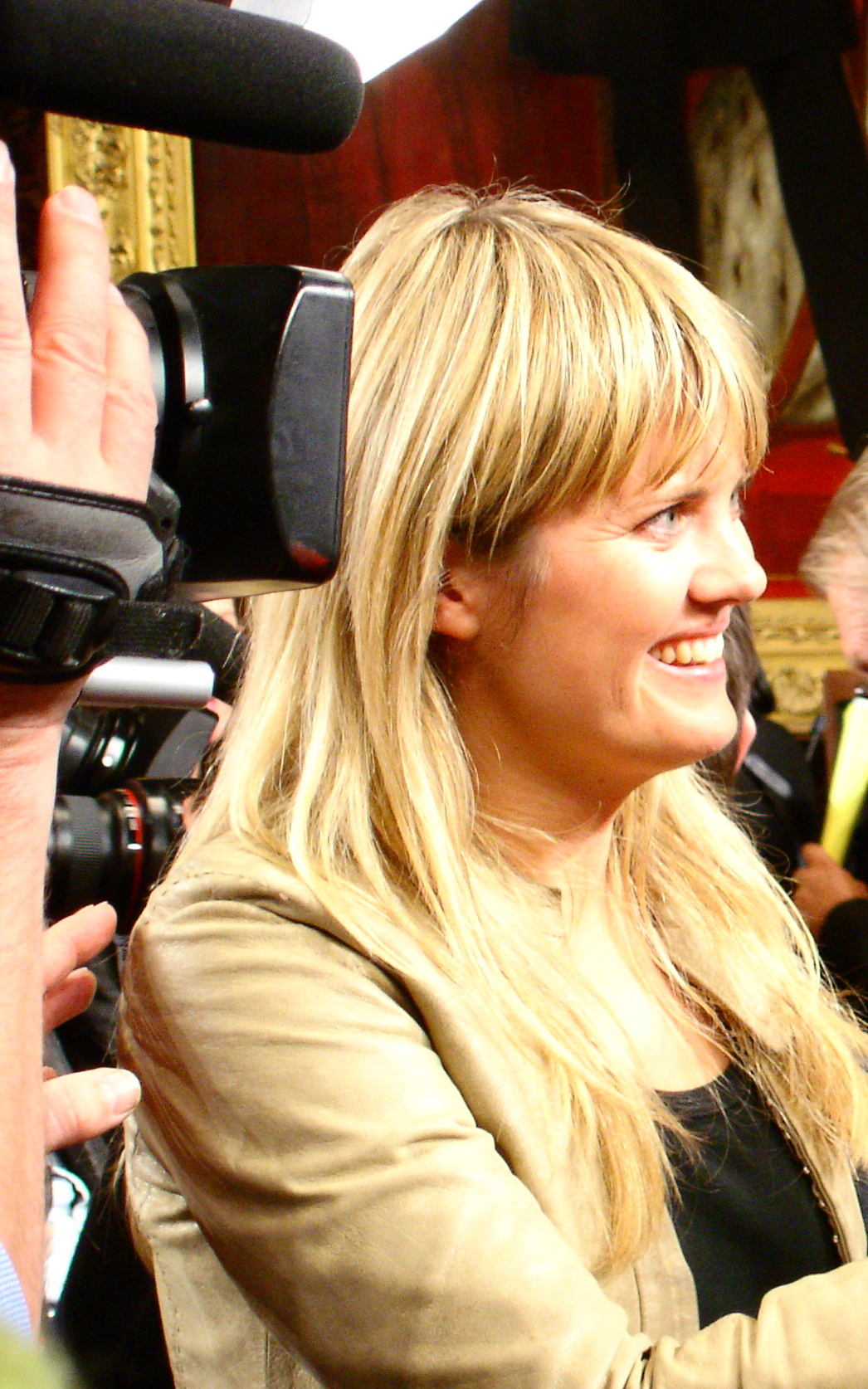
Kirsten Lemaire.

Kirsten Lemaire is een Vlaams radiopresentatrice voor Studio Brussel.
Lemaires radiocarrière begon bij Urgent.fm en Studio Dada, het zomerprogramma van Studio Brussel waar nieuwe radiotalenten een kans krijgen. In de zomer van 2006 kreeg Lemaire met Sound of Summer haar eerste radioprogramma op Studio Brussel. Het programma werd elke weekdag uitgezonden van 19 tot 23 uur.
In het voorjaar van 2007 presenteerde ze op de zender op woensdagavond Antenna, op vrijdagavond De Hop, samen met Gus en Lefto en op zondagavond Luftwaffe FM. In het najaar van 2007 volgde ze Ruth Joos op en werd ze de vaste presentatrice van het dagelijks cultuurprogramma Mekka. Dat deed ze twee jaar, tot het programmaschema omgegooid werd en Lemaire overstapte naar het muziekprogramma 'Select', dat presenteerde ze toen van 20u tot 22u van maandag tot donderdag. In het voorjaar van 2010 presenteerde ze samen met Elke Jacobs de Canvas-collectie op Canvas.
In juni 2012 presenteerde ze samen met Bram Willems het programma Line-up op Studio Brussel. Dat programma is gericht op festivalnieuws en wordt uitgezonden van maandag tot en met donderdag van 19 tot 22 uur. Momenteel presenteert ze het programma Music @ Work, in het namiddagblok van 13u tot 16u, van maandag tot vrijdag. Sinds 2024 is ze ook te horen als  presentatrice van 'De Tijdloze 100'. Ze nam de fakkel over van Roos Van Acker en presenteert dit samen met Stijn Van De Voorde.

## Persoonlijk
Op 10 april 2013 beviel Lemaire van een dochter, op 27 april 2015 beviel ze van een zoon.